# Rosanna Pansino

Rosanna Pansino 2022

Rosanna Pansino (Rosanna Jeanne Reardon, * 8. Juni 1985) ist eine US-amerikanische YouTuberin, Schauspielerin, Schriftstellerin und Sängerin. Pansino ist eine der höchstbezahlten Content-Creators in YouTube, Sie ist für ihre Backserie Nerdy Nummies bei YouTube bekannt. Sie hat zwei Kochbücher geschrieben und eine Backlinie basierend auf der Show veröffentlicht. Sie hat einen Shorty Award und fünf Streamy Award-Nominierungen für Nerdy Nummies gewonnen. Sie wurde von Forbes 2017 auf der Top-Influencer-Liste „Food“ an erster Stelle gelistet.
Zu Beginn ihrer Karriere trat Pansino in kleineren Fernsehrollen und in der Reality-Serie Scream Queens (2010) auf. Später spielte sie die Hauptrolle in der YouTube Premium-Serie Escape the Night (2018–2019) und moderierte die HBO Max-Serie Baketopia (2021). 2015 veröffentlichte sie unabhängig ihre Debütsingle „Perfect Together“.

## Leben

### Jugend
Rosanna Jeanne Reardon wurde am 8. Juni 1985 in Seattle, Washington, geboren, wo sie zusammen mit ihrer jüngeren Schwester Molly Lu aufwuchs. Ihre Vorfahren sind italienischer, kroatischer, deutscher und irischer Herkunft. Während ihrer gesamten Kindheit war sie bei Freunden und Familie als „nerdiges“, „ungeschicktes“ Kind bekannt, das in der Schule mit Legasthenie zu kämpfen hatte. Sie wollte ursprünglich Schauspielerin werden und nach dem Besuch der Pacific Lutheran University zog sie nach Los Angeles um Schauspielerin zu werden. Eine Zeit lang arbeitete sie als Lehrerin.
Pansinos Interesse am Kochen wurde von ihrem Vater und ihrer Großmutter geweckt und sie erklärte 2014: „Backen war schon immer ein Hobby von mir. Ich habe es immer geliebt, kreativ mit meinem Essen umzugehen und thematische Süßigkeiten für meine Freunde zuzubereiten“ („...baking has always been a hobby of mine. I have always loved being creative with my food and making themed sweets for my friends“). Am 17. Dezember 2019 gab Pansino in ihren sozialen Medien bekannt, dass ihr Vater, der in mehreren ihrer Videos auftrat, an Leukämie verstorben sei, gegen welche er sechs Jahre lang gekämpft hatte.

## Karriere

### YouTube
Pansino startete ihren YouTube-Kanal im Jahr 2010, nachdem sie von einigen ihrer Freunde, die ebenfalls auf YouTube arbeiteten, ermutigt wurde, Videos zu machen, um sich vor der Kamera wohler zu fühlen. Nachdem ihre frühen Back-Videos eine stetige Fangemeinde gewonnen hatten, verlangten die Zuschauer schließlich weitere. Da sie noch nie eine Backsendung im Fernsehen oder im Internet gesehen hatte, beschloss sie, online den Nachnamen „Pansino“ zu verwenden, der der Mädchenname ihrer Mutter war. Sie gab später bekannt, dass sie sich in ihren frühen Jahren bei YouTube, als sie noch als Schauspielerin arbeitete, zwischen Schauspielerei und YouTube entscheiden musste. Trotz der Risiken und einem Ultimatum ihres Agenten wollte sie YouTube jedoch nicht verlassen. Pansino erzählte dem Cosmopolitan 2015: „Zu diesem Zeitpunkt habe ich mit YouTube kein Geld verdient. Ich verdiene keinen Cent. Ich entschied, ich werde das nicht aufgeben“ („At this point, I wasn’t making any money on YouTube. I knew that it was possible to do that but I wasn’t making a dime. I decided, I’m going to do this. I’m not going to let YouTube go“).
Seit November 2022 hat Pansinos Kanal über 4,2 Milliarden Aufrufe und 14 Millionen Abonnenten und ist damit der beliebteste Kochkanal auf YouTube. Seitdem hat sie mehrere Auszeichnungen erhalten, darunter den Shorty Award Best Foodie (Beste Feinschmeckerin), Chef (Köchin) und Food Lover (Feinschmeckerin) in Social Media. Für ihre Arbeit an Nerdy Nummies hat sie auch fünf Streamy Awards erhalten. Im Jahr 2018 erreichte Pansino offiziell 10 Millionen Abonnenten auf YouTube, daher erhielt sie vom Unternehmen einen Diamond Play Button. Laut Forbes ist Pansino eine der höchstbezahlten YouTuberinnen, es wird berichtet, dass sie jährlich durch Sponsoren und Werbung siebenstellige Summen erzielt. In einem Interview mit Business Insider im Jahr 2014 sagte sie zu ihrem Erfolg: „Ich habe nie darüber nachgedacht, wie ich ein Video viral machen kann. Von Anfang an wollte ich YouTube nutzen, um mich weiterzuentwickeln und Dinge, die mir Spaß machen, mit der Welt zu teilen. Wenn andere mich auf dieser Reise begleiten möchten, freue ich mich, sie als Zuschauer zu haben“ („I’ve never thought about how to make a video go viral. From the very beginning I have always wanted to use YouTube to better myself and share things I enjoy with the world. If others want to join me on that journey I am happy to have them as viewers“).
Pansino hat mit mehreren anderen YouTubern zusammengearbeitet, darunter iJustine, den Merrell Twins, Rebecca Zamolo und MatPat.
Sie ist für ihren konsequenten Upload-Plan bekannt und hat seit der Gründung ihres Kanals keinen einzigen Termin verpasst. In einem Interview mit Forbes erklärte sie: „Ich möchte keinen Upload verpassen; das werde ich meiner Community einfach nicht antun. Sie sind für mich da und haben mich so unterstützt, und im Gegenzug war ich für sie da – am Samstag wird es immer ein Video geben, das auf sie wartet. Es ist diese Beziehung und diese Bindung. Ich wollte nie eine Pause und bin wirklich stolz darauf, weil es manchmal schwierig war.“ („I don't want to miss an upload; I’m just not going to do that to my community, they’ve shown up for me and been so supportive of me, and in exchange I’ve been there for them—there’s always going to be a video waiting for them on Saturday. It’s this relationship and bond that I never wanted to break and I’m really proud that I haven’t because it has been difficult at times“). Für die Zukunft sagte sie, sie hoffe, „Backvideos zu machen, bis ich 90 Jahre alt bin.“

### Weitere Aktivitäten
Als Schauspielerin trat Pansino in der zweiten Staffel von VH1s Scream Queens auf, einer Reality-Serie, in welcher eine Rolle in einem der Saw-Filme als Hauptpreis winkt; sie kam auf Platz 9. Danach trat sie in kleinen Rolle in Shows wie Parks and Recreation und CSI: Crime Scene Investigation auf. Sie war auch die Stimme der „Violet“ in der Animations-Serie Broken Quest 2013.
Im Jahr 2015 hatte sie einen Cameo-Auftritt im Musikvideo zu „Dessert“ von Dawin ft Silentó. Sie selbst veröffentlichte ihre erste Single, „Perfect Together“ 2015. Produziert wurde diese von Kurt Hugo Schneider. Sie wurde auf iTunes veröffentlicht und das Musikvideo dazu was später.
Sie hat weiterhin Coverversionen beliebter Songs auf ihrem YouTube-Kanal veröffentlicht, insbesondere Songs wie „Part of Your World“ aus dem Disney-Film Arielle, die Meerjungfrau und „Think of Me“ aus dem Phantom der Oper.
Ebenfalls 2015 veröffentlichte Pansino das The Nerdy Nummies Cookbook, Das Buch wurde ein New York Times–Bestseller, und wurde von BookRiot in die Liste „50 Must-Read Books by YouTubers“ aufgenommen.
Im Jahr 2016 hatte sie eine wiederkehrende Synchronrolle in der Fernsehserie Emo Dad und war 2018 in der dritten Staffel von YouTubes Red’s Escape the Night als The Jet Setter zu Gast; in der vierten Staffel 2019 dann als The Socialite. Pansino und die komplette Crew für die dritte und vierte Staffel wurden für die Streamy Awards nominiert.
In der Serie Bizaardvark des Disney Channel spielt sie sich selbst. Im August 2017 brachte Pansino mit der Küchenfirma Wilton eine eigene Kollektion von Backutensilien heraus. Diese wurde über eine große Zahl von Einzelhandelsunternehmen vertrieben, inklusive Walmart und Michael’s. 2018 erschien, passend zu neuen Kochutensilien das Kochbuch Baking All Year Round.
2019 trat als Gastjurorin bei Netflix-original-Wettbewerbs-Backsendung Nailed It! auf. 2020 nahm sie an der YouTube-Sendung von Lauren Riihimaki Craftopia teil und 2021 präsentierte sie die HBO-Max-Serie Baketopia, Sie nahm auch an MrBeasts “$1,000,000 Influencer Tournament” teil.
Im Jahr 2023 spielte sie eine Gastrolle als Hochzeitsplanerin bei NCIS: Los Angeles, die sie als „wahrgewordenen Traum“ beschrieb.

## Familie
Pansino lebt derzeit in Los Angeles, wo sie alle ihre YouTube-Videos dreht. 2018 verkündete sie, dass sie eine Beziehung mit dem Sport-Kommentator Mike Lamond hat.
Ebenfalls im Jahr 2019 wurde Pansino in ein örtliches Krankenhaus eingeliefert, nachdem sie über starke Schmerzen und Unwohlsein geklagt hatte. Sie hatte sich eine lebensbedrohliche bakterielle Infektion zugezogen, die sofort behandelt wurde. Im Jahr 2021 ließ sie sich ihre Brustimplantate entfernen und erläuterte dies ein Jahr später in einem YouTube-Video.

## Filmographie

### Film
| Titel                    | Jahr | Rolle                | Anmerkungen       |
| ------------------------ | ---- | -------------------- | ----------------- |
| Star Trek: Phoenix       | 2010 | Ensign Kelly         | Kurzfilm          |
| A Heist With Markiplier  | 2019 | Professor Beauregard | Interaktiver Film |
| In Space With Markiplier | 2022 | Professor Beauregard | Interaktiver Film |

### Fernsehen
| Titel                          | Jahr      | Rolle                       | Anmerkungen                      |
| ------------------------------ | --------- | --------------------------- | -------------------------------- |
| Scream Queens                  | 2008      | Als sie selbst              | Game Show; 2 Episoden            |
| Parks and Recreation           | 2009      | Holiday Elf                 | Episode: „Christmas Scandal“     |
| Warren the Ape                 | 2010      | Lela Finkelbaum             | Episode: „Out with the Old“      |
| Glee                           | 2010      | Cheerio Cheerleader         | Episode: „Duets“                 |
| CSI: Crime Scene Investigation | 2011      | Cheerleader                 | Episode: „Unleashed“             |
| Broken Quest                   | 2013      | Violet                      | Hauptrolle                       |
| Bad Internet                   | 2016      | Chef Sarah                  | Episode: „Death Battle Showdown“ |
| Emo Dad                        | 2016      | Miss Blissful               | mehrere Folgen                   |
| Bizaardvark                    | 2016      | als sie selbst              | Episode: „Agh, Humbug“           |
| Nailed It!                     | 2019      | als sie selbst              | Episode: „Prehistoric Bakes“     |
| Escape the Night               | 2018–2019 | The Jetsetter/The Socialite | Hauptrolle                       |
| Craftopia                      | 2021      | als sie selbst              | HBO-Serie; Gastauftritt          |
| Baketopia                      | 2021      | als sie selbst              | Hauptrolle; Produzentin          |
| Halloween Cookie Challenge     | 2022      | als sie selbst              | Preisrichterin                   |

### Musikvideo
- Dessert 2015, Dawin ft Silentó

### Videospiel
- Cookie Run: Kingdom 2021; Carrot Cookie[62]

## Diskografie

### Single
| Titel                       | Jahr | Album                         | Anmerkungen |
| --------------------------- | ---- | ----------------------------- | ----------- |
| Perfect Together            | 2015 | rowspan="2" Non-album singles | [ 63 ]      |
| Rainbow Magic ft. Schmoyoho | 2018 | [ 64 ]                        |             |

## Bücher
- The Nerdy Nummies Cookbook (2015)
- Baking All Year Round (2018)

## Auszeichnungen
| Jahr | Auszeichnung     | Kategorie                                       | Rolle            | Anmerkungen |
| ---- | ---------------- | ----------------------------------------------- | ---------------- | ----------- |
| 2013 | Shorty Awards    | Best Foodie, Chef or Food Lover in Social Media | sie selbst       | [ 65 ]      |
| 2014 | Streamy Awards   | Best Show of the Year                           | Nerdy Nummies    | [ 19 ]      |
| 2014 | Streamy Awards   | Best Food and Cuisine                           | Nerdy Nummies    | [ 21 ]      |
| 2015 | Shorty Awards    | Best Foodie, Chef or Food Lover in Social Media | Nerdy Nummies    | [ 66 ]      |
| 2015 | Streamy Awards   | Best Food and Cuisine                           | Nerdy Nummies    | [ 22 ]      |
| 2015 | The Taste Awards | Kikkoman Breakout Foodies of the Year           | sie selbst       | [ 67 ]      |
| 2017 | Streamy Awards   | Best Food and Cuisine                           | Nerdy Nummies    | [ 23 ]      |
| 2018 | Streamy Awards   | Best Ensemble Cast                              | Escape the Night | [ 68 ]      |
| 2019 | Streamy Awards   | Best Food and Cuisine                           | Nerdy Nummies    | [ 24 ]      |
| 2019 | Streamy Awards   | Best Ensemble Cast                              | Escape The Night | [ 20 ]      |